# علم وظائف الأعضاء
علم وظائف الأعضاء أو الفسيولوجيا أو الجُسْمُورِيَّة (بالإنجليزية: Physiology)‏ هو علم دراسة وظائف الأعضاء والأجهزة الحيوية ويتضمن ذلك كيف تقوم الأجهزة العضوية، والخلايا، والجزيئات الحيوية بالعمليات الكيميائية والفيزيائية في الكائنات الحية. وتعد جائزة نوبل في علم الوظائف أو الطب أعلى منصب للتكريم في مجال علم وظائف الأعضاء وتمنحها الأكاديمية الملكية السويدية للعلوم منذ عام 1901.

## أصل الكلمة
يعود أصل كلمة physiology إلى اللغة الإغريقية، ويتكون من شقين فيزيو ويقصد به الطبيعة أو الأصل والجزء الآخر لوجيا وتعني العلم.

## علم وظائف أعضاء الإنسان
يدرس علم وظائف أعضاء الإنسان أو (فيسيولوجيا الإنسان) وظائف الأعضاء من خلال عملياتها الكيميائية والفيزيائية (الميكانيكية) الحيوية لأعضاء جسم الإنسان وخلاياه. والهدف الرئيسي من دراسة علم وظائف الأعضاء هو دراسة أعضاء جسم الكائن الحي والأجهزة التي تكونها. وتُوصِل إلى الكثير من المعلومات عن وظائف أعضاء جسم الإنسان من خلال التجارب التي تجرى على الحيوانات. يرتبط علم وظائف الأعضاء ارتباطاً وثيقاً بعلم التشريح، حيث يدرس علم التشريح تركيب الأعضاء والأجهزة الحيوية، بينما يدرس علم وظائف الأعضاء وظيفة تلك الأعضاء والأجهزة، ونظراً لمدى التداخل بين التركيب والوظيفة فإنه لا يمكن الفصل بين دراسة علم وظائف الأعضاء وعلم التشريح ولذلك فهما يشكلان جزءاً لا يتجزأ من الخطة المنهجية في دراسة الطب.

## لمحة تاريخية
تعود أول الدراسات في مجال علم وظائف الأعضاء إلى ما قبل عام 420 قبل الميلاد في فترة العالم أبقراط والذي يطلق عليه (أبو الطب)، ويعود الفضل للعالم أرسطو طاليس ذو التفكير الثاقب والذي أرسى مبادئ علم وظائف الأعضاء في الحضارة الإغريقية من خلال ربطه للعلاقة بين الوظيفة والتركيب، بينما كان العالم كلاود جالينوس (129-200 قبل الميلاد) والمعروف باسم جلين أول من أجرى تجارباً لاختبار وظائف الجسم وهو المؤسس لعلم الوظائف التجريبي.
ازدادت المعرفة بعلم وظائف الأعضاء خلال القرن التاسع عشر كثيراً، خصوصا مع ظهور النظرية الخلوية في عام 1838 للعالمين ماتياس شيلدين وتيودور شوان والتي تنص على أن الكائنات تتكون من وحدات تسمى خلايا. تلا ذلك اكتشافات العالم كلاود برنارد (1813 − 1878) التي قادته لنظرية البيئة الداخلية للخلية والتي أسماها العالم الأمريكي وولتر كانون (1871 - 1945) بالتوازن المتناسق أو الاستقرار المتسق. وفي القرن العشرين ازداد اهتمام الباحثين في التعرف على وظائف الكائنات الأخرى غير الإنسان وذلك لإرساء أساسيات المقارنة بين علم وظائف الأعضاء وعلم وظائف الأعضاء البيئي. ومن أشهر العلماء في هذين المجالين العالمين نت شميدت نلسن وجورج بارثولوموف، وقد أصبح مؤخراً علم تطور وظائف الأعضاء فرعاً قائماً بذاته.
يعتمد الأساس الحيوي لدراسة علم وظائف الأعضاء على التداخل بين وظائف أجهزة جسم الإنسان المختلفة بالإضافة إلى تركيبها ويحدث ذلك من خلال طرق مختلفة تشمل الموصلات الكهربائية والكيمائية. يلعب الجهاز العصبي وجهاز الغدد الصماء دوراً كبيراً في عملية استقبال ونقل الإشارات لتحفيز وظائف الأعضاء لدى الحيوانات. كما يعد الاستقرار المتسق عامل أساسي في عمليات التفاعل داخل النباتات وكذلك الحيوانات.

## الأسس

### الخلايا
على الرغم من وجود اختلافات بين الخلايا الحيوانية والنباتية والميكروبية، يمكن تقسيم الوظائف الفسيولوجية الأساسية للخلايا إلى عمليات انقسام الخلايا، والإشارات الخلوية، والنمو، والاستقلاب الخلوي.

### النباتات
فيزيولوجيا النبات هو فرع من فروع علم النبات يهتم بكيفية تأدية النباتات لوظائفها. تشمل المجالات وثيقة الصلة مورفولوجيا النبات، وعلم بيئة النبات، والكيمياء النباتية، وبيولوجيا الخلية، وعلم الوراثة، والفيزياء الحيوية، والبيولوجيا الجزيئية. تشمل العمليات الأساسية لفيزيولوجيا النبات: التمثيل الضوئي، والتنفس، وتغذية النبات، والتوجه، والحركات الجيمناستيكية، والدورة الضوئية، والتخلق الضوئي، والإيقاعات اليوماوية، وإنتاش البذور، والسبات، ووظيفة الثغور، والنتح. يعد امتصاص الجذور للماء، وإنتاج الغذاء في الأوراق، ونمو البراعم نحو الضوء أمثلة على فسيولوجيا النبات.

#### البشر
يسعى علم وظائف الأعضاء البشري إلى فهم الآليات التي تعمل على إبقاء جسم الإنسان على قيد الحياة والقيام بوظائفه، من خلال البحث في طبيعة الوظائف الميكانيكية والفيزيائية والكيميائية الحيوية للإنسان، والأعضاء المكونة لجسمه، والخلايا داخلها. يركز علم وظائف الأعضاء على عمل الأعضاء وأنظمة العمل الخاصة بكل جهاز. يلعب جهاز الغدد الصماء والجهاز العصبي دورًا رئيسيًا في استقبال ونقل الإشارات التي تدمج الوظائف لدى الحيوانات. يعتبر الاستتباب الداخلي جانبًا رئيسيًا فيما يتعلق بهذه التفاعلات داخل النباتات والحيوانات. يشير مصطلح التكامل الوظيفي إلى تداخل العديد من وظائف أنظمة الجسم البشري من خلال التواصل، الذي يحدث بعدة طرق كهربائية وكيميائية.
يمكن أن تؤثر التغييرات في وظائف الأعضاء على الوظائف العقلية للأفراد. ومن الأمثلة على ذلك آثار بعض الأدوية أو المواد عند تجاوز الجرعة الآمنة. غالبًا ما يستخدم تغير سلوك الفرد عند تناول هذه المواد لتقييم صحته.
حصل العلماء على جزء كبير من أساسيات علم وظائف الأعضاء البشري من خلال التجارب على الحيوانات. يرتبط علم وظائف الأعضاء والتشريح ارتباطًا جوهريًا، بسبب الارتباط بين الشكل والوظيفة، ويُدرَّسان جنبًا إلى جنب كجزء من المناهج الطبية.

### علم وظائف الأعضاء المقارن
يبحث علم وظائف الأعضاء المقارن في تنوع الخصائص الوظيفية للكائنات الحية، ويشمل علم وظائف الأعضاء التطوري، وعلم وظائف الأعضاء البيئي.

## علماء فيسيولوجيا بارزون

### مشاركة النساء في مجال علم وظائف الأعضاء
في البداية اُستبعدَت النساء إلى حد كبير من المشاركة الرسمية في أي اجتماع يخص الفيسيولوجيا. تأسست الجمعية الأمريكية لعلم وظائف الأعضاء عام 1887، وكان جميع أعضائها من الرجال. اُنتخبَت إيدا هايد في عام 1902 كأول عضوة في الجمعية الأمريكية لعلم وظائف الأعضاء. هايد هي ممثلة الرابطة الأمريكية للجامعيات، ومدافعة عالمية عن المساواة بين الجنسين في التعليم، وقد حاولت تعزيز المساواة بين الجنسين في كل جانب من جوانب العلم والطب.
اقترح هولدين بعد ذلك بوقت قصير في عام 1913 السماح للنساء بالانضمام رسميًا إلى جمعية علم وظائف الأعضاء، التي تأسست عام 1876. قُبلَت 6 نساء في 3 يوليو 1915 رسميًا: فلورنس بوكانان، ووينيفريد كوليس، وروث سكيلتون، وسارة سي إم سوتون، وكونستانس ليثام تيري، وإينيدز إم ترايب. اِحْتُفِلَ بالذكرى المئوية لانتخاب النساء في عام 2015 بنشر كتاب «عالمات فيسيولوجيا نساء: احتفال الذكرى المئوية وإلى المزيد»
ومن بين عالمات الفسيولوجيا البارزات نذكر الأسماء التالية:
- بوديل شميت-نيلسون هي أول امرأة تتولى رئاسة الجمعية الأمريكية لعلم وظائف الأعضاء في عام 1975.[15]
- حصل جيرتي كوري مع زوجها كارل كوري على جائزة نوبل في علم وظائف الأعضاء أو الطب في عام 1947 لاكتشافهما أحد أشكال الغلوكوز المحتوي على الفوسفات المعروف باسم الغليكوجين، وتحديد وظيفته ضمن آليات التمثيل الغذائي لدى حقيقيات النوى لإنتاج الطاقة. علاوة على ذلك اكتشفا دورة كوري (والمعروفة أيضًا باسم دورة حمض اللاكتيك) والتي تصف كيفية تحويل الأنسجة العضلية للغليكوجين إلى حمض اللاكتيك عن طريق تخمير حمض اللاكتيك.
- حصلت باربرا مكلينتوك على جائزة نوبل عام 1983 في علم وظائف الأعضاء أو الطب لاكتشافها نقل المورثات الأفقي. تعتبر مكلينتوك الوحيدة التي فازت بجائزة نوبل غير مشتركة.
- حصلت جرترود إليون جنبًا إلى جنب مع جورج هيتشنجز والسير جيمس بلاك على جائزة نوبل في علم وظائف الأعضاء أو الطب في عام 1988، لتطويرهم الأدوية المستخدمة في علاج العديد من الأمراض الرئيسية كابيضاض الدم، وبعض اضطرابات المناعة الذاتية، والنقرس، والملاريا، وفيروس الهربس مثلًا.
- حصلت ليندا باك وريتشارد أكسل على جائزة نوبل في علم وظائف الأعضاء أو الطب في عام 2004 لاكتشافهما المستقبلات الشمية، والتنظيم المعقد لحاسة الشم.
- حصل فرانسواز باري سينوسي مع لوك مونتانييه على جائزة نوبل في علم وظائف الأعضاء أو الطب في عام 2008 لعملهما على تحديد فيروس نقص المناعة البشرية (إتش آي في)، وهو الفيروس المسبب لمتلازمة نقص المناعة المكتسب (الإيدز).
- حصلت إليزابيث بلاكبيرن إلى جانب كارول دبليو جريدر، ودبليو زوستاك على جائزة نوبل في علم وظائف الأعضاء أو الطب لعام 2009، لاكتشاف التركيب الجيني ووظيفة القسيم الطرفي (تيلومير)، والإنزيم المسمى تيلوميراز.